# 凱勒布理安
凱勒布理安（Celebrían），是英國作家約翰·羅納德·瑞爾·托爾金的史詩式奇幻小說《魔戒》中的人物。凱勒鵬和凱蘭崔爾之女，凱勒布理安嫁給瑞文戴爾的半精靈愛隆，生下三名兒女：伊萊丹、伊羅何和亞玟。
凱勒布理安的出生日期在《失落的故事》出現，她在第二紀元1350年在羅斯洛立安出生，於第三紀元109年與愛隆結婚。
第三紀元2509年，她從瑞文戴爾返回羅斯洛立安時，在迷霧山脈（Misty Mountains）的紅角通道（Redhorn Pass）受到半獸人的攻擊，受了被毒害的創傷。雖然她立即被兒子們救回，而愛隆也治癒了她的創傷；但她對中土大陸失去了興趣，於是次年便至灰港岸乘船離開中土大陸前往維林諾。
多年後由於至尊魔戒被毀、精靈三戒失去力量，愛隆等人離開中土大陸前往維林諾，凱勒布理安得以與他重聚。